# Нейтхотеп
Нейтхотеп (егип. nt-ḥtp — «Нейт умиротворена») — царица-консорт Древнего Египта начала I династии (конец XXXI века до н. э.); первая из женщин в мировой истории, имя которой дошло до наших времён. Носила титулы «Супруга того, кого любят Обе Богини» и «Могущественнейшая из женщин».
Имя Нейтхотеп, заключённое в царский картуш, обнаружено в надписях рядом с именами фараонов Нармера и Хор-Аха (в частности, в гробнице близ Нагады), что создало сложность в определении того, кому из них она приходилась женой. Согласно исторической традиции, Нейтхотеп была женой царя Нармера и матерью Хор-Аха (возможно, также его жены Бенериб). Последний соорудил для Нейтхотеп величественную гробницу после её смерти. Однако другие исследователи считают Нейтхотеп женой Хор-Аха. По этой версии, Нейтхотеп была северной царевной (на происхождение указывает и посвящение богине Нейт), на которой женился Хор-Аха в целях укрепления единства объединённого государства. После смерти Хор-Аха Нейтхотеп некоторое время правила Египтом в качестве регентши. Гробница Нейтхотеп состоит из 21 отдельной камеры.
Помимо картуша в Нагаде имя Нейтхотеп также обнаружено на алебастровой вазе из Умм эль-Кааба, на двух вазах из царской гробницы Джера, сына Хор-Аха, а также на изделиях из слоновой кости, найденных во входящих в его погребальный комплекс сопровождающих гробницах.